# José Gómez Lucas
José Gómez Lucas (Navalcarnero, 9 gennaio 1944 – Navalcarnero, 14 giugno 2014) è stato un ciclista su strada spagnolo, professionista dal 1969 al 1975.

## Palmarès
- 1964 (dilettanti)

Vuelta a Segovia
- 1966 (dilettanti)

2ª tappa Tour de l'Avenir (Revel > Revel)
- 1968 (dilettanti)

7ª tappa Giro della Valle d'Aosta
- 1970 (KAS, una vittoria)

Classifica generale Vuelta a Andalucía
- 1971 (Werner, due vittorie)

1ª tappa Vuelta a Minorca
Classifica generale Vuelta a Minorca
- 1972 (Werner, una vittoria)

Klasika Primavera
- 1974 (La Casera, una vittoria)

7ª tappa Vuelta a Aragón

### Altri successi
- 1970 (KAS)

Classifica sprint Volta Ciclista a Catalunya

## Piazzamenti

### Grandi Giri
- Tour de France

1971: ritirato (10ª tappa)
1973: ritirato (5ª tappa)
- Vuelta a España

1970: 29º
1971: 24º
1972: ritirato
1973: ritirato
1975: ritirato

### Classiche monumento
- Milano-Sanremo

1971: 30º

### Competizioni mondiali
- Campionati del mondo su strada

Heerlen 1967 - In linea dilettanti: 9º
- Giochi olimpici

Città del Messico 1968 - In linea dilettanti: 16º